# Hans Hoff (Journalist)
Hans Hoff (* 4. August 1955 in Düsseldorf) ist ein deutscher Journalist und Medienkritiker.

## Leben und Wirken
Hans Hoff ging in Düsseldorf aufs Geschwister-Scholl-Gymnasium und hat Sozialpädagogik studiert und für das Düsseldorfer Jugendamt als Sozialpädagoge gearbeitet. Nach eigenem Bekunden kam er durch Berichte für die Musikzeitschrift Sounds zum Journalismus. Artikel, die er unter dem Namen Hansi Hoff verfasst hat, finden sich in Sounds-Ausgaben seit September 1979. Später schrieb er auch für den Musikexpress. In den 1980er Jahren war er als Musikrezensent der Rheinischen Post und der Neuen Rhein Zeitung tätig. Nach einem Volontariat arbeitete er von 1990 bis 1999 als Medienredakteur der Rheinischen Post in Düsseldorf.
Seit 1999 schreibt er als freier Journalist für die Medienseite der Süddeutschen Zeitung. Später kam die freie Mitarbeit für den Rolling Stone und für die NRW-Ausgabe der Welt am Sonntag hinzu. Außerdem spricht er für das WDR-5-Magazin Politikum regelmäßig Medienkolumnen. Zudem leitet er seit über 20 Jahren den Musikteil des Düsseldorfer Kostenlos-Kulturmagazins Biograph.
Von Juni 2013 bis Ende Mai 2020 schrieb er für das Onlinemagazin DWDL.de in der Kolumne Das Hoff zum Sonntag Kritiken zu TV-Sendungen sowie seine Meinung zum aktuellen Geschehen in den Medien.
2015 war er Mitglied der Jury des Grimme-Preises des Grimme-Institutes in der Kategorie Unterhaltung.
Seit 2013 ist Hoff im Zweimannprojekt Fools On A Hill und in der Bluesband „Old Love“ als Sänger aktiv.

## Auszeichnungen
- 2015: Bert-Donnepp-Preis für Medienpublizistik des Grimme-Instituts